# Obóz świętych
Obóz świętych (fr. Le Camp des Saints) – powieść Jeana Raspaila opublikowana w 1973 roku. Jej akcja toczy się w niedalekiej przyszłości (pod koniec XX wieku). Powieść opisuje zniszczenie zachodniej cywilizacji poprzez masową imigrację ludności z ubogich krajów Trzeciego Świata. Blisko czterdzieści lat po pierwszej publikacji, w roku 2011, powieść powróciła na listę bestsellerów. Miało to związek z kryzysem migracyjnym w Europie, który sprawił, że wiele środowisk uznało powieść za proroczą, sprawdzającą się właśnie wizję[niewiarygodne źródło?].  

## Tytuł
Tytuł nawiązuje do słów Apokalipsy: „A gdy się skończy tysiąc lat, z więzienia swego szatan zostanie zwolniony. I wyjdzie, by omamić narody
z czterech narożników ziemi, Goga i Magoga, by ich zgromadzić na bój, a liczba ich jak piasek morski. Wyszli oni na powierzchnię ziemi i otoczyli obóz świętych i miasto umiłowane”.